# 자수 연화당초문 현우경 표지
자수 연화당초문 현우경 표지(刺繡 蓮花唐草文 賢愚經 表紙)는 서울특별시 송파구 한성백제박물관에 있는 조선시대의 유물이다. 2019년 2월 14일 서울특별시의 유형문화재 제443호로 지정되었다.

## 지정 사유
「현우경」의 표지를 자수로 수놓은 것으로, 제작연대나 제작자가 밝혀져 있지는 않지만 모란, 복숭아, 연꽃, 석류 등 조선후기에 유행한 길상적인 문양이 자련수와 자릿수로 수놓여 있어 시대양식을 반영하고 있으며, 자수기술적으로도 의미가 있는 유물이다.

## 조사보고서
조사대상은 <현우경>의 표지를 자수로 수놓은 경전 유물인데, 명문이 없어 제작 시기나 제작자를 알 수 없다. 이렇게 불경의 표지를 수놓은 직물로 싼 유물로는 내소사에서 전해오는 <자수표지법화경>가 있어 비교된다.
이 유물은 조선 전기 1415년(태종 15) 유근(柳瑾)의 부인 이씨가 남편의 상을 당하여 명복을 빌기 위해 불경을 만들었으며, 그 표지에 수를 놓아 내소사에 시주하였다는 내용이 써 있어 작가와 연대 및 제작동기가 분명하게 밝혀진 작품이다.
바탕천은 녹색의 명주이고, 연꽃이나 모란, 석류와 매화 및 복숭아 등의 문양이 자련수로 수 놓여 있으며, 줄기와 잎은 자리수와 가름수 및 이음수가 사용되었다. 책표지에 묘사된 주문양은 모란, 복숭아, 연꽃, 석류 등으로서 부귀영화, 자손창성, 극락장생 등을 길상적인 의미를 상징하고 있다. 이러한 길상적 문양은 조선 후기에 유행하는 것이어서 시대양식을 반영하고 있다. 이러한 문양을 통해 본 유물의 제작시기를 추정할 수 있다.
경전 표지의 자수 유물은 전체적으로 훼손이 심한 편이고, 자수의 탈락도 심한 편이다. 특히 뒷면의 훼손이 심하고, 밀납칠을 한 흔적도 있다.
조사유물은 제작연대나 제작자는 밝혀져 있지 않고 자수의 상태가 낡았지만, 조선후기에 유행한 연화나 모란 및 석류 등 길상적인 꽃문양이 자련수나 자리수 등으로 수놓여 있어 자수기술로 의미가 있어, 서울시 문화재로 지정할 만한 가치가 있다.

## 참고 문헌
- 자수 연화당초문 현우경 표지 - 국가유산청 국가유산포털